# IC 2631
IC 2631 är en reflektionsnebulosa i Kameleonten. Den lyses upp av stjärnan HD 97300.